# Hans Becker (Priester)

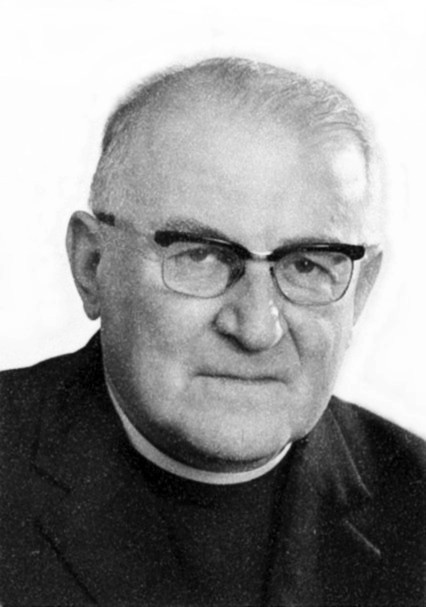
Hans Becker (ca. 1980)

Hans Becker (* 24. März 1905 in  Montabaur; † 7. Januar 1980 in Limburg an der Lahn) war ein deutscher römisch-katholischer Priester, Kirchenhistoriker und Heimatforscher.

## Leben
Hans Becker war das siebte Kind des Montabaurer Studienrats und Gymnasialprofessors Heinrich Becker und dessen Frau Maria, geb. Flügel. In seiner Jugend kam er mit dem Historiker Heinrich Otto zusammen, einen entfernten Verwandten, der von 1898 bis 1925 Oberlehrer und Professor am Gymnasium in Hadamar war, sowie mit dem Montabaurer Gymnasialprofessor und Heimatforscher Johannes Ebert. Sie weckten in dem Gymnasiasten Becker das Interesse an der Heimatgeschichte. 1925 veröffentlichte die Westerwälder Volkszeitung erstmals Arbeiten Beckers, die sich mit der Geschichte Montabaurs befassten.
Becker studierte Theologie in Fulda und Limburg. In Limburg wurde er 1928 von Bischof Augustinus Kilian zu Priester geweiht. Von 1932 bis 1940 war er Kaplan, und von 1940 bis 1974 Pfarrer in verschiedenen Orten in Taunus und Westerwald. Nach seiner letzten Priesterstelle im Limburger Ortsteil Ahlbach von 1959 bis 1974 übersiedelte er nach Limburg in die Nähe des Domes, durch den er gelegentlich noch Besucher führte.
1947 gehörte Becker zu den Mitbegründern der Gesellschaft für mittelrheinische Kirchengeschichte. Ab 1949 war er Mitglied der Historischen Kommission für Nassau. An den Orten seines Wirkens als Seelsorger verfasste und publizierte er zahlreiche kirchengeschichtliche und biographische Artikel und hielt Vorträge. Im Diözesanarchiv Limburg ist die umfangreiche Materialien-Sammlung von Hans Becker heute der Öffentlichkeit zugänglich.

## Ehrungen
- Ehrenbrief des Landes Hessen (1976)
- Bundesverdienstkreuz am Bande (5. April 1978)[3]
- Ehrenplakette der Gesellschaft für mittelrheinische Kirchengeschichte (1979)

## Veröffentlichungen (Auswahl)
- 1927: Begräbnisstätten in Montabaur. In: Nassauische Heimat, Beilage zur Rheinischen Volkszeitung, 7. Jahrgang Nr. 24, 1927, S. 188–191.
- 1936–1941: Hans Becker, Leo Ueding: Bibliographie zur Kirchengeschichte des Bistums Limburg, Beilage zum Amtsblatt des Bistums Limburg 1936–1941.
- 1960: Ahlbach und seine neue Kirche (1960) – Festschrift zur Einweihung am 22. Mai 1960, Katholische Pfarrei Ahlbach bei Limburg/Lahn 1960.
- 1964: Die Grabstätten der Bischöfe von Limburg. In: Archiv für mittelrheinische Kirchengeschichte 16, 1964, S. 408–417.
- 1967: St. Lubentius und Dietkirchen im Lichte neuer Forschungen und Arbeiten. In: Festschrift für Alois Thomas. Selbstverlag des Bistumsarchivs, Trier 1967, S. 13–30.
- 1970: Aus der Geschichte von Steinbach und seiner Kirche. Vortrag gehalten am 8. November 1970 anlässlich des 50-jährigen Jubiläums der Errichtung der Pfarrvikarie Hadamar-Steinbach.
- 1970: Die Domdekane von Limburg. In: Archiv für mittelrheinische Kirchengeschichte 22, 1970, S. 211–226.
- 1972: Aus dem Leben der Gemeinde Ahlbach. In: Ahlbach – Beiträge zur Geschichte des Dorfes. Herausgegeben vom Festausschuss des Limburger Stadtteils Ahlbach, Limburg/Lahn-Ahlbach 1972, S. 25–60.